# 1997-1998シーズンのNBA
1997-1998シーズンのNBAは、NBAの52回目のシーズンである。

## シーズン前

### ダンカンの登場
ドラフトではティム・ダンカンがサンアントニオ・スパーズから全体1位指名を受けた。学生時代からすでにNBAスカウト陣注目の的だったダンカンがいよいよドラフトにエントリーするとなって、前季のNBAでは全体1位指名権を得ようと、恒例の成績下位チームによる敗北合戦が繰り広げられ、7チームが30勝未満となった。そしてダンカンを指名できる権利を得た幸運のチームが、スパーズだった。ウエスト屈指の強豪チームであるスパーズは前季、大黒柱のデビッド・ロビンソンがシーズンをほぼ全休したため、早々とシーズンを捨てていた。
ダンカンは歴代のスーパースターに比べると「地味」と評価されているが、1999年から2007年までのファイナルはシャキール・オニールとダンカンのいずれかが必ず出場しており、また2004年のデトロイト・ピストンズを除けば、両者のいずれかが優勝を手にしているため、事実上2000年代のNBAは『オニールとダンカンの時代』と呼ばれている。
他には、キース・ヴァン・ホーン(2位)、チャウンシー・ビラップス(3位)、アントニオ・ダニエルズ(4位)、トニー・バティ(5位)、ロン・マーサー(6位)、ティム・トーマス(7位)、アドナル・フォイル(8位)、トレイシー・マグレディ(9位)、ダニー・フォートソン(10位)、タリク・アブドゥル＝ハワド(11位)、オースティン・クロージェア(12位)、デレック・アンダーソン(13位)、モーリス・テイラー(14位)、ケルビン・ケイト(15位)、ブレビン・ナイト(16位)、スコット・ポラード(19位)、アンソニー・パーカー(21位)、ボビー・ジャクソン(23位)、ロドリック・ローズ(24位)、ジャック・ヴォーン(27位)、マーク・ジャクソン(37位)、アンソニー・ジョンソン(39位)、スティーブン・ジャクソン(42位)、セドリック・ヘンダーソン(44位)、アルビン・ウィリアムス(47位)、プレドラグ・ドロブニャク(48位)、クリス・クロフォード(50位)、マーク・ブロウント(54位)など派手さは無いが、渋くいぶし銀な活躍で息の長い選手が多く揃った。
ドラフト外選手には、トロイ・ハドソン、デイモン・ジョーンズ、マイキー・ムーア、アイラ・ニューブル、ファブリシオ・オベルト、マイケル・スチュワートなどがいる。
オールスターにはT・ダンカン、C・ビラップス、T・マグレディの3人が選出されている。
　詳細は1997年のNBAドラフトを参照

### その他
- ワシントン・ブレッツはワシントン・ウィザーズにチーム名を変更した。変更の理由は高い犯罪率に悩むワシントンD.C.地域にとって、ブレッツ（弾丸）という名称が銃犯罪を連想させたからである。

## シーズン

### オールスター
- 開催地：ニューヨーク州ニューヨーク
- オールスターゲーム　イースト 135－114 ウエスト
- MVP：マイケル・ジョーダン　（シカゴ・ブルズ）
- スラムダンクコンテスト優勝：～開催されなかった～
- スリーポイント・シュートアウト：ジェフ・ホーナセック　（ユタ・ジャズ）

### イースタン・カンファレンス
| Team                     | W  | L  | PCT. | GB |
| ------------------------ | -- | -- | ---- | -- |
| マイアミ・ヒート         | 55 | 27 | .671 | -  |
| ニューヨーク・ニックス   | 43 | 39 | .524 | 12 |
| ニュージャージー・ネッツ | 43 | 39 | .524 | 12 |
| ワシントン・ウィザーズ   | 42 | 40 | .512 | 13 |
| オーランド・マジック     | 41 | 41 | .500 | 14 |
| ボストン・セルティックス | 36 | 46 | .439 | 19 |
| フィラデルフィア・76ers  | 31 | 51 | .378 | 24 |

| Team                           | W  | L  | PCT. | GB |
| ------------------------------ | -- | -- | ---- | -- |
| シカゴ・ブルズ                 | 62 | 20 | .756 | -  |
| インディアナ・ペイサーズ       | 58 | 24 | .707 | 4  |
| シャーロット・ホーネッツ       | 51 | 31 | .622 | 11 |
| アトランタ・ホークス           | 50 | 32 | .610 | 12 |
| クリーブランド・キャバリアーズ | 47 | 35 | .573 | 15 |
| デトロイト・ピストンズ         | 37 | 45 | .451 | 25 |
| ミルウォーキー・バックス       | 36 | 46 | .439 | 26 |
| トロント・ラプターズ           | 16 | 66 | .195 | 46 |

### ウエスタン・カンファレンス
| Team                         | W  | L  | PCT. | GB |
| ---------------------------- | -- | -- | ---- | -- |
| ユタ・ジャズ                 | 62 | 20 | .756 | -  |
| サンアントニオ・スパーズ     | 56 | 26 | .683 | 6  |
| ミネソタ・ティンバーウルブズ | 45 | 37 | .549 | 17 |
| ヒューストン・ロケッツ       | 41 | 41 | .500 | 21 |
| ダラス・マーベリックス       | 20 | 62 | .244 | 42 |
| バンクーバー・グリズリーズ   | 19 | 63 | .232 | 43 |
| デンバー・ナゲッツ           | 11 | 71 | .134 | 51 |

| Team                               | W  | L  | PCT. | GB |
| ---------------------------------- | -- | -- | ---- | -- |
| シアトル・スーパーソニックス       | 61 | 21 | .744 | -  |
| ロサンゼルス・レイカーズ           | 61 | 21 | .744 | -  |
| フェニックス・サンズ               | 56 | 26 | .683 | 5  |
| ポートランド・トレイルブレイザーズ | 46 | 36 | .561 | 15 |
| サクラメント・キングス             | 27 | 55 | .329 | 34 |
| ゴールデンステート・ウォリアーズ   | 19 | 63 | .232 | 42 |
| ロサンゼルス・クリッパーズ         | 17 | 65 | .207 | 44 |

### スタッツリーダー
| 部門       | 選手                     | チーム                       | AVG  |
| ---------- | ------------------------ | ---------------------------- | ---- |
| 得点       | マイケル・ジョーダン     | シカゴ・ブルズ               | 28.7 |
| リバウンド | デニス・ロッドマン       | シカゴ・ブルズ               | 15.0 |
| アシスト   | ロッド・ストリックランド | ワシントン・ウィザーズ       | 10.5 |
| スティール | ムーキー・ブレイロック   | アトランタ・ホークス         | 2.6  |
| ブロック   | マーカス・キャンビー     | トロント・ラプターズ         | 3.7  |
| FG%        | シャキール・オニール     | ロサンゼルス・レイカーズ     | 58.4 |
| FT%        | クリス・マリン           | インディアナ・ペイサーズ     | 93.9 |
| 3FG%       | デイル・エリス           | シアトル・スーパーソニックス | 46.4 |

### 各賞
- 最優秀選手: マイケル・ジョーダン, シカゴ・ブルズ
- ルーキー・オブ・ザ・イヤー：ティム・ダンカン, サンアントニオ・スパーズ
- 最優秀守備選手賞: ディケンベ・ムトンボ, アトランタ・ホークス
- シックスマン賞: ダニー・マニング, フェニックス・サンズ
- MIP: アラン・ヘンダーソン, アトランタ・ホークス
- 最優秀コーチ賞: ラリー・バード, インディアナ・ペイサーズ
- All-NBA First Team:
  - F - カール・マローン, ユタ・ジャズ
  - F - ティム・ダンカン, サンアントニオ・スパーズ
  - C - シャキール・オニール, ロサンゼルス・レイカーズ
  - G - マイケル・ジョーダン, シカゴ・ブルズ
  - G - ゲイリー・ペイトン, シアトル・スーパーソニックス
- All-NBA Second Team:
  - F - ヴィン・ベイカー, シアトル・スーパーソニックス
  - F - グラント・ヒル, デトロイト・ピストンズ
  - C - デビッド・ロビンソン, サンアントニオ・スパーズ
  - G - ティム・ハーダウェイ, マイアミ・ヒート
  - G - ロッド・ストリックランド, ワシントン・ウィザーズ
- All-NBA Third Team:
  - F - スコッティ・ピッペン, シカゴ・ブルズ
  - F - グレン・ライス, シャーロット・ホーネッツ
  - C - ディケンベ・ムトンボ, アトランタ・ホークス
  - G - ミッチ・リッチモンド, ワシントン・ウィザーズ
  - G - レジー・ミラー, インディアナ・ペイサーズ
- NBA All-Defensive First Team:
  - F - スコッティ・ピッペン, シカゴ・ブルズ
  - F - カール・マローン, ユタ・ジャズ
  - C - ディケンベ・ムトンボ, アトランタ・ホークス
  - G - マイケル・ジョーダン, シカゴ・ブルズ
  - G - ゲイリー・ペイトン, シアトル・スーパーソニックス
- NBA All-Defensive Second Team:
  - F - チャールズ・オークリー, ニューヨーク・ニックス
  - F - ティム・ダンカン, サンアントニオ・スパーズ
  - C - デビッド・ロビンソン, サンアントニオ・スパーズ
  - G - エディー・ジョーンズ, ロサンゼルス・レイカーズ
  - G - ムーキー・ブレイロック, アトランタ・ホークス
- All-NBA Rookie First Team:
  - ティム・ダンカン, サンアントニオ・スパーズ
  - キース・バン・ホーン, ニュージャージー・ネッツ
  - ジードルナス・イルガスカス, クリーブランド・キャバリアーズ
  - ロン・マーサー, ボストン・セルティックス
  - ブレビン・ナイト, クリーブランド・キャバリアーズ
- All-NBA Rookie Second Team:
  - モーリス・テイラー, ロサンゼルス・クリッパーズ
  - セドリック・ハンダーソン, クリーブランド・キャバリアーズ
  - ティム・トーマス, フィラデルフィア・76ers
  - ボビー・ジャクソン, デンバー・ナゲッツ
  - デレック・アンダーソン, クリーブランド・キャバリアーズ

### シーズン概要
- 2度目の三連覇（スリーピート）を目論むシカゴ・ブルズだが、スコッティ・ピッペンが開幕から35試合欠場したことが響きシーズン序盤は苦戦を強いられたが、マイケル・ジョーダンの活躍で持ち直し、さらにピッペンの復活で後半巻き返しを演じ、最終的にはリーグトップの62勝を記録した。そのブルズと前季のファイナルで争ったユタ・ジャズは、こちらもジョン・ストックトンが開幕から18試合を欠場し、復帰後もここ10年では最低となる個人成績を記録したが、相棒カール・マローンがチームを牽引する活躍をし、またシャンドン・アンダーソンなど脇役陣も奮闘を見せ、ブルズと並ぶ62勝を記録した。
- シアトル・スーパーソニックスはオフに長らくチームを支えてきたショーン・ケンプを放出し、ミルウォーキー・バックスのエースだったヴィン・ベイカーを獲得。80年代のソニックスのエースだったデイル・エリスもソニックスに復帰し、前季を上回る61勝を記録した。
- シャキール・オニール擁するロサンゼルス・レイカーズはマジック・ジョンソン時代以来の60勝超えとなる61勝を記録。若いレイカーズは90年代のウエストを支配したジャズ、スーパーソニックスらに割って入る存在となった。
- ラリー・バードが新ヘッドコーチに就任したインディアナ・ペイサーズは、オールスターをカンファレンストップの成績で折り返し、その後ブルズにかわされるものの、NBA加盟以来最高勝率となる58勝を記録し、バードは最優秀コーチ賞に選ばれた。
- 鳴り物入りでNBA入りしたティム・ダンカンにデビッド・ロビンソンの復活と好条件が揃ったサンアントニオ・スパーズは、前季の2倍以上となる56勝を記録。ダンカンは当然の如く新人王に選ばれると同時に、新人としてはラリー・バード以来となるオールNBA1stチームに選ばれた。
- ジェイソン・キッド擁するフェニックス・サンズはアントニオ・マクダイス、クリフォード・ロビンソンら走力のあるフォワードにシューターのレックス・チャップマンら優れた選手が揃い、56勝の好成績を収めた。
- ニュージャージー・ネッツは4シーズンぶりにプレーオフ進出。前季にケリー・キトルズとサム・キャセール、シーズン前のドラフトでキース・バン・ホーンを獲得し、さらにジェイソン・ウィリアムスが大きな成長を見せていた。しかし翌シーズンにはキャセールがチームを去ってしまうため、ネッツは再びドアマットチームに転落してしまう。
- 前季6シーズンぶりにプレーオフを逃したクリーブランド・キャバリアーズは、オフに主力選手の殆どを放出し、新たにショーン・ケンプらを迎え入れ、さらに新人ジードルナス・イルガスカスが加わるなどチームを刷新し、47勝を記録してプレーオフにも復帰した。しかしこの新体制はイルガスカスの度重なる故障などで大きな成功を見ず、キャバリアーズは翌シーズンから長い低迷期へと突入する。90年代をイースト屈指の強豪チームとして過ごしたキャバリアーズが次に脚光を浴びるには、レブロン・ジェームズの登場を待たなければならない。
- ニューヨーク・ニックスはパトリック・ユーイングがシーズンの大半を欠場し、43勝と前季から大きく勝率を落とした。
- アキーム・オラジュワン、クライド・ドレクスラー、チャールズ・バークレーらベテランスターが揃うヒューストン・ロケッツは、オフに彼らの同世代にあたるケビン・ウィリスも獲得し、さらにチームの平均年齢を上げた。結果はオラジュワンの欠場など高齢チームらしい綻びが見られ、41勝と前季から大きく勝率を落とした。
- クリス・ウェバー、ジュワン・ハワードの同門コンビで前季9シーズンぶりにプレーオフに進出したワシントン・ウィザーズは、このシーズンも勝率5割を上回るも、2年連続プレーオフ進出はならなかった。シーズン終了後にはウェバーがチームを去ってしまうため、ウィザーズを再び長い低迷期が襲う。
- オーランド・マジックはアンファニー・ハーダウェイがシーズンの大半を欠場し、5シーズンぶりにプレーオフを逃した。
- グラント・ヒルの加入から順調に成績を伸ばしているデトロイト・ピストンズだが、開幕から不振に陥り、負け越しの状態が続いた。ジェリー・スタックハウスの獲得などで後半やや持ち直すものの、3シーズンぶりにプレーオフ進出を逃した。
- トロント・ラプターズはフランチャイズ史上最低勝率を記録。
- デンバー・ナゲッツはフランチャイズ史上最低勝率を記録。
- 2000年代のNBAはウエストに強豪チームが集中する西高東低、いわゆるワイルド・ワイルド・ウエストと呼ばれる時代となるが、この年は勝率7割越えのチームはイーストの1チームに対し、ウエストは4チームなど、その兆候が表れたシーズンとなった。

## プレーオフ・ファイナル
|  | ファースト ラウンド        | ファースト ラウンド  | ファースト ラウンド |   |                    | カンファレンス セミファイナル | カンファレンス セミファイナル | カンファレンス セミファイナル |  |   | カンファレンス ファイナル | カンファレンス ファイナル | カンファレンス ファイナル |  |    | NBAファイナル | NBAファイナル | NBAファイナル |
|  |                            |                      |                     |   |                    |                               |                               |                               |  |   |                           |                           |                           |  |    |               |               |               |
|  | 1                          | ブルズ               | 3                   |   |                    |                               |                               |                               |  |   |                           |                           |                           |  |    |               |               |               |
|  | 8                          | ネッツ               | 0                   |   |                    |                               |                               |                               |  |   |                           |                           |                           |  |    |               |               |               |
|  | 8                          | ネッツ               | 0                   |   | 1                  | ブルズ                        | 4                             |                               |  |   |                           |                           |                           |  |    |               |               |               |
|  |                            |                      |                     |   | 1                  | ブルズ                        | 4                             |                               |  |   |                           |                           |                           |  |    |               |               |               |
|  |                            | 4                    | ホーネッツ          | 1 |                    |                               |                               |                               |  |   |                           |                           |                           |  |    |               |               |               |
|  | 4                          | 4                    | ホーネッツ          | 1 | ホーネッツ         | 3                             |                               |                               |  |   |                           |                           |                           |  |    |               |               |               |
|  | 4                          |                      |                     |   | ホーネッツ         | 3                             |                               |                               |  |   |                           |                           |                           |  |    |               |               |               |
|  | 5                          | ホークス             | 1                   |   |                    |                               |                               |                               |  |   |                           |                           |                           |  |    |               |               |               |
|  | 5                          | ホークス             | 1                   |   |                    |                               |                               |                               |  | 1 | ブルズ                    | 4                         |                           |  |    |               |               |               |
|  | イースタン・カンファレンス |                      |                     |   |                    |                               |                               |                               |  | 1 | ブルズ                    | 4                         |                           |  |    |               |               |               |
|  |                            | 3                    | ペイサーズ          | 3 |                    |                               |                               |                               |  |   |                           |                           |                           |  |    |               |               |               |
|  | 3                          | 3                    | ペイサーズ          | 3 | ペイサーズ         | 3                             |                               |                               |  |   |                           |                           |                           |  |    |               |               |               |
|  | 3                          |                      |                     |   | ペイサーズ         | 3                             |                               |                               |  |   |                           |                           |                           |  |    |               |               |               |
|  | 6                          | キャバリアーズ       | 1                   |   |                    |                               |                               |                               |  |   |                           |                           |                           |  |    |               |               |               |
|  | 6                          | キャバリアーズ       | 1                   |   | 3                  | ペイサーズ                    | 4                             |                               |  |   |                           |                           |                           |  |    |               |               |               |
|  |                            |                      |                     |   | 3                  | ペイサーズ                    | 4                             |                               |  |   |                           |                           |                           |  |    |               |               |               |
|  |                            | 7                    | ニックス            | 1 |                    |                               |                               |                               |  |   |                           |                           |                           |  |    |               |               |               |
|  | 2                          | 7                    | ニックス            | 1 | ヒート             | 2                             |                               |                               |  |   |                           |                           |                           |  |    |               |               |               |
|  | 2                          |                      |                     |   | ヒート             | 2                             |                               |                               |  |   |                           |                           |                           |  |    |               |               |               |
|  | 7                          | ニックス             | 3                   |   |                    |                               |                               |                               |  |   |                           |                           |                           |  |    |               |               |               |
|  | 7                          | ニックス             | 3                   |   |                    |                               |                               |                               |  |   |                           |                           |                           |  | E1 | ブルズ        | 4             |               |
|  |                            |                      |                     |   |                    |                               |                               |                               |  |   |                           |                           |                           |  | E1 | ブルズ        | 4             |               |
|  |                            | W1                   | ジャズ              | 2 |                    |                               |                               |                               |  |   |                           |                           |                           |  |    |               |               |               |
|  | 1                          | W1                   | ジャズ              | 2 | ジャズ             | 3                             |                               |                               |  |   |                           |                           |                           |  |    |               |               |               |
|  | 1                          |                      |                     |   | ジャズ             | 3                             |                               |                               |  |   |                           |                           |                           |  |    |               |               |               |
|  | 8                          | ロケッツ             | 2                   |   |                    |                               |                               |                               |  |   |                           |                           |                           |  |    |               |               |               |
|  | 8                          | ロケッツ             | 2                   |   | 1                  | ジャズ                        | 4                             |                               |  |   |                           |                           |                           |  |    |               |               |               |
|  |                            |                      |                     |   | 1                  | ジャズ                        | 4                             |                               |  |   |                           |                           |                           |  |    |               |               |               |
|  |                            | 5                    | スパーズ            | 1 |                    |                               |                               |                               |  |   |                           |                           |                           |  |    |               |               |               |
|  | 4                          | 5                    | スパーズ            | 1 | サンズ             | 1                             |                               |                               |  |   |                           |                           |                           |  |    |               |               |               |
|  | 4                          |                      |                     |   | サンズ             | 1                             |                               |                               |  |   |                           |                           |                           |  |    |               |               |               |
|  | 5                          | スパーズ             | 3                   |   |                    |                               |                               |                               |  |   |                           |                           |                           |  |    |               |               |               |
|  | 5                          | スパーズ             | 3                   |   |                    |                               |                               |                               |  | 1 | ジャズ                    | 4                         |                           |  |    |               |               |               |
|  | ウェスタン・カンファレンス |                      |                     |   |                    |                               |                               |                               |  | 1 | ジャズ                    | 4                         |                           |  |    |               |               |               |
|  |                            | 3                    | レイカーズ          | 0 |                    |                               |                               |                               |  |   |                           |                           |                           |  |    |               |               |               |
|  | 3                          | 3                    | レイカーズ          | 0 | レイカーズ         | 3                             |                               |                               |  |   |                           |                           |                           |  |    |               |               |               |
|  | 3                          |                      |                     |   | レイカーズ         | 3                             |                               |                               |  |   |                           |                           |                           |  |    |               |               |               |
|  | 6                          | トレイルブレイザーズ | 1                   |   |                    |                               |                               |                               |  |   |                           |                           |                           |  |    |               |               |               |
|  | 6                          | トレイルブレイザーズ | 1                   |   | 3                  | レイカーズ                    | 4                             |                               |  |   |                           |                           |                           |  |    |               |               |               |
|  |                            |                      |                     |   | 3                  | レイカーズ                    | 4                             |                               |  |   |                           |                           |                           |  |    |               |               |               |
|  |                            | 2                    | スーパーソニックス  | 1 |                    |                               |                               |                               |  |   |                           |                           |                           |  |    |               |               |               |
|  | 2                          | 2                    | スーパーソニックス  | 1 | スーパーソニックス | 3                             |                               |                               |  |   |                           |                           |                           |  |    |               |               |               |
|  | 2                          |                      |                     |   | スーパーソニックス | 3                             |                               |                               |  |   |                           |                           |                           |  |    |               |               |               |
|  | 7                          | ティンバーウルブズ   | 2                   |   |                    |                               |                               |                               |  |   |                           |                           |                           |  |    |               |               |               |

### ラストダンス
90年代前半のスリーピート（三連覇）、マイケル・ジョーダンの2年の引退期間を経て王者に返り咲き、前季は連覇を達成、今再びの絶頂期を迎えているシカゴ・ブルズだが、彼らも、そして周囲も、ブルズが頂点に君臨し続けるのはこのシーズンが最後であろう事を、多くの人々が予感していた。
この頃ブルズにとって最大の懸案事項が、選手とチームフロント、主にジェネラル・マネージャーのジェリー・クラウスとの確執だった。特にサラリーが異常な高騰を見せていたこの時代に、過去に結んだ長期契約に縛られ、その貢献に見合うだけのサラリーを獲得できていなかったスコッティ・ピッペンとの関係は極度に悪化しており、ピッペンはこのシーズンを最後に移籍するのではないかと言われていた。またフィル・ジャクソンHCもこのシーズンを最後にコーチ職から退くことを仄めかしており、さらにジョーダンも「フィルとピッペンが辞めるなら僕も辞める」と明言を避けながらも引退を示唆していた。そしてジャクソンHCは新シーズンに向けて選手を集めた最初のミーティングで、表紙に"ラストダンス"と書かれたハンドブックを配る。もはや選手たちにとってブルズ王朝の終焉は既成事実となり、90年代を支配したチームの最後の姿を記録するため、常にホームビデオカメラを回す選手も居た。
メディアからも"ラストダンス"と呼ばれ、注目を浴びたブルズの1997-98シーズンは、しかし序盤は苦戦を強いられた。ピッペンが故障で開幕から欠場し、ブルズはボストン・セルティックスとの開幕戦に敗れた。ブルズが開幕戦を落とすのは、1990-91シーズン以来のことであり、最初の15試合を8勝7敗と勝率5割を1勝分上回るだけの苦しい出だしだった。しかし12月には8連勝を飾るなど徐々に盛り返し始め、そして1月にはピッペンが復活すると、3月には13連勝を飾って当時カンファレンス1位だったインディアナ・ペイサーズを抜き、結局はリーグトップとなる62勝を記録。これでブルズの過去3シーズンの勝率は82.5%となり、これはセルティックスが1983-84シーズンから1985-86シーズンの間に記録した78%を破るNBA新記録となった。ジョーダンは自身10回目となる得点王に輝き、また5回目となるMVPも獲得。さらにオールスターMVPにも選ばれており、得点王、オールスターMVP、シーズンMVPの三冠達成は3度目となるなど、とても引退を仄めかしている選手とは思えない活躍ぶりだった。
NBA史上初となる2度目のスリーピートを目指すブルズは、プレーオフでも快進撃を続け、1回戦、カンファレンス準決勝を全て5戦以内で片付け、順調にカンファレンス決勝に勝ち進んだが、しかしここでブルズはインディアナ・ペイサーズの前に苦戦を強いられる事態となった。レジー・ミラーの"ミラータイム"がブルズを襲ったのである。第4戦、ブルズの僅か1点リードで迎えた試合終盤、残り2.9秒。ペイサーズのスローインはジョーダンのマークを強引に振り切ったミラーに渡り、ミラーが体を横に大きく流しながら放った3Pシュートが見事に決まった。0.4秒から再開された試合はジョーダンの最後のシュートが外れ、ペイサーズが劇的な逆転勝利を飾った。ペイサーズはこのシリーズでブルズを第7戦まで追い込んだが、ブルズが第7戦まで戦ったのは4年ぶりのことであり、またジョーダンが引退していた期間と1995年のプレーオフでオーランド・マジックに敗れた時を除けば、王者ブルズをここまで苦しめたのは、1992年のニューヨーク・ニックス以来だった。ペイサーズは第7戦で惜しくも散ってしまうが、レジー・ミラー、マーク・ジャクソン、リック・スミッツ、このシーズンからペイサーズに加わったクリス・マリンが在籍したこのシーズンのペイサーズは、2000年に集計された公式ホームページのアンケートで、歴代最強のペイサーズとされた。
苦しみながらも3年連続のファイナルに進出したブルズを待っていたのは、前季と同じユタ・ジャズだった。ジャズもブルズ同様二枚看板の一人ジョン・ストックトンが開幕から欠場となり、苦しい序盤を強いられたが、ストックトンの復帰と共に調子を上げ、最終的にはブルズと並ぶ62勝を記録。ブルズの一党独裁体制が続くイーストに対し強豪犇くウエストではこのシーズン、ティム・ダンカンを獲得したサンアントニオ・スパーズや、いよいよリーグトップセンターの座を手中に収めつつあるシャキール・オニール擁するロサンゼルス・レイカーズなど、ジョーダン以後のNBAの主役となるであろう選手を揃えた勢いのあるチームが多かったが、80年代から強豪チームの座を堅持する百戦錬磨のジャズは、1回戦で同じ80年代スターで固めたヒューストン・ロケッツを3勝2敗の末に破ると、カンファレンス準決勝では4勝1敗でスパーズを、カンファレンス決勝では4戦全勝でレイカーズを破り、2年連続でファイナル進出を果たした。
"ラストダンス"と呼ばれたこのシーズン、ブルズがファイナルに立つ姿は、これでしばらくは見納めになることは、誰もが知るところであった。また2年連続で同じ顔ぶれとなったこのファイナルは、リーグを長らく支配してきた80年代にNBA入りしたスター選手の最後の一大決戦でもあった。翌シーズンのファイナルはデビッド・ロビンソンのスパーズとパトリック・ユーイングのニューヨーク・ニックスの対決となるが、2人ともすでにチーム内での主役の座を若手選手に譲りつつあり、80年代のスター選手が主役となって活躍したのはこの年のファイナルが最後であった。劇的な幕切れで優勝が決した第6戦は、ファイナル史上最高視聴率を収めるに至った。シリーズ平均視聴率18.7%も歴代1位であり、同じ年のワールドシリーズの平均視聴率を上回っている。

#### 第1戦
レギュラーシーズンの勝率で並んでいる両チームだったが、シーズン中の直接対決では2戦2勝でジャズが上回っているため、ホームコートアドバンテージはジャズに渡った。さらにカンファレンス決勝を第7戦まで戦い、間を置かずしてファイナルに突入するブルズに対し、カンファレンス決勝をスイープで決したジャズは10日間の休養を取っており、事前予想ではジャズが有利と言われていた。
デルタ・センターで行われた第1戦の序盤は接戦となったが、試合が進むに連れて徐々に休養をたっぷりとったジャズのペースとなり、ブルズがジャズを追いかける状態が続き、第4Qを迎える時点でジャズが8点のリードを奪った。しかし第4Qから追い上げを見せたブルズはスコッティ・ピッペンの3Pシュートで同点に追い付く。ジャズもジョン・ストックトンとカール・マローンのピック&ロールでブルズを突き放すが、ジョーダンのパスを受けたルーク・ロングリーが土壇場で試合を振り出しに戻すレイアップを決め、第1戦はオーバータイムに持ち込まれた。オーバータイムは試合終盤に追い付き勢いに乗るブルズが優位と思われたが、残り9.3秒でストックトンのランニングジャンパーが決まり、86-82でブルズを突き放した。ブルズはトニー・クーコッチの3Pシュートで最後の足掻きを見せるも、最後はストックトンがフリースローを2本とも決め、88-85でジャズが重要な第1戦を勝利した。
ジャズはストックトンが24得点8アシスト、マローンが21得点14リバウンド、ブライオン・ラッセルが15得点を記録。ブルズはマイケル・ジョーダンが33得点、ピッペンが21得点8リバウンドを記録した。この試合はオーバータイムまでもつれたにもかかわらず、両チームとも90得点を超えないロースコアゲームとなり、シリーズは以後も100得点を超えることのないロースコアゲームが展開されることになる。

#### 第2戦
苦しいファイナルを予想されたブルズは事実大事な第1戦を落としたが、ブルズはファイナル経験に関しては当時のどのチームよりも豊富だった。ブルズは初戦の惜敗を引き摺ることなく第2戦では体勢を立て直し、試合を優位に進めて第3Qには61-53とリードを奪った。しかしここからジャズのジェフ・ホーナセックによる猛反撃が始まり、ホーナセックの放つシュートが次々とブルズゴールに襲い掛かった。第3Qが終わった時点でブルズのリードはなくなり、73-70とジャズの3点リードに変わっていた。ブルズは第4Q最初の7分間でジャズに1本のフィールドゴールも許すことなく11-1の猛攻を見せ、81-74とリードを奪い返すが、ジャズも粘りを見せ、残り1分46秒にはホーナセックの3Pシュートが決まり、86-85と再びジャズがリードを奪った(この間にブルズの主要センター、ロングリーがファールアウトしてしまう）。ジャズが優勝に大きく近づく2連勝を飾るかに見えたが、ストックトンのパスミスをクーコッチがスティールし、クーコッチのロングパスを受けたスティーブ・カーが3Pシュートを放った。これは外れたがカーは自らリバウンドを拾い、カーからのパスを受けたジョーダンがファウルを受けながらもシュートを決め、ブルズに再度のリードをもたらした。結局このプレイが決め手となり、ブルズがジャズのホームコートアドバンテージを無効とする93-88の勝利を収めた。
ブルズはジョーダンが37得点、ピッペンが21得点、クーコッチが13得点9リバウンドを記録。ジャズはホーナセックが20得点と活躍したが、マローンはFG成功率3割台に終わり、ストックトンも9得点7アシストとやや低調だった。

#### 第3戦
ジャズにとって第3戦は大変に不名誉な試合となった。
この日のジャズを引っ張ったのはここまでFG成功率が3割台と不振に陥っていたマローンだった。マローンは試合序盤に8連続得点を決めるなどブルズに襲い掛かったが、ブルズはマローンに対して敵愾心丸出しのデニス・ロッドマン（ロッドマンはこのファイナルではベンチスタードだった）を当てることで対抗すると、そしてマローンのチームメイトたちをシャットダウンした。ジャズにとっては悪夢のような時間だった。この日96-54の歴史的惨敗を喫したジャズは1954年にショットクロックが導入されて以後の、レギュラー、ポスト両シーズンにおける歴代最低得点をたたき出してしまったのである。ほか、ファイナルでの歴代最低フィールドゴール数21本、また後半の23得点はファイナルでのハーフ歴代最低得点となった。あまりにも悲惨な数字に、試合の記者会見でジャズのジェリー・スローンHCは、スタッツシートに目をやりながら「これが本当にスコア？」と呟いた。
大勝したブルズはジョーダンが24得点、クーコッチが16得点するほか、出場した全員が得点した。ジャズはマローンが22得点と孤軍奮闘したが、二桁得点したのは彼一人だった。ブルズの歴史的大勝となったこの日の最大の立役者はピッペンであり、彼のディフェンスが至る所でジャズを苦しめる"ワンマンレスキュー"ぶりを発揮した。

#### 第4戦
過去2シーズンに比べると、このシーズンのデニス・ロッドマンは決して充実していなかった。レギュラーシーズンから先発の座をトニー・クーコッチと争うようになり、そしてプレーオフに入るとほぼその座をクーコッチに明け渡していたのである。そしてファイナルの第3戦の後にロッドマンはチームから離れてデトロイトで行われたプロレスイベントに参加していたことが物議を醸すなど、ファイナルに集中していないように見られた。
そしてブルズの2勝1敗で迎えた第4戦。ブルズが勝利して優勝に向けて決定的なリードを奪うか、ジャズが勝利してシリーズを振り出しに戻すかの重要な一戦、残り1分をきったところで、両チームの命運はこのロッドマンに委ねられた。
第3戦を大敗したジャズは第4戦では生まれ変わり、この日は一進一退の攻防が繰り広げられた。そして両者譲らぬまま試合終盤となり、79-77のブルズ2点リードで迎えた残り59.8秒、ロッドマンに2本のフリースローが与えられたのである。このシーズンのロッドマンのフリースロー成功率は55%。1本でも外せば、ジャズにも勝利の望みが繋がる重要なフリースローだった。そしてロッドマンはこのフリースローを2本とも決めてしまい、ジャズに引導を渡したのである。そのジャズはファウルゲームを挑むも、点差を縮めることはできず、ブルズが86-82で勝利を収めた。
ブルズはジョーダンが34得点8リバウンド、ピッペンが28得点9リバウンド、ロッドマンは14リバウンドを記録。ジャズはマローンが21得点14リバウンド、ストックトンは13アシストを記録した。
いよいよ2度目のスリーピートに王手を掛けたジョーダンは、試合後の会見で「今日は前菜に過ぎない。メインは金曜日（第5戦が行われる）だ」と語った

#### 第5戦
ブルズは前回のスリーピートでもシカゴで優勝を祝うことができなかったが、そして今回もブルズは地元での優勝の機会を逃し、スタッフが用意していた優勝セレモニーの準備も無駄となった。
マローンは前年のファイナルでも重要な時に本来の実力を発揮できず、そしてこの年のファイナルでも第1戦、第2戦は不振に陥り、第4戦でもロッドマンに抑え込まれ、第4Qでは僅か3本のシュートしか打てなかった。クラッチタイムにおける消極的な姿勢への批判は、常にマローンに付き纏っていた。
しかしこの日のマローンは違った。FG17/27の39得点を記録し、ほぼ独力でブルズを粉砕してしまったのである。試合は終盤までもつれたが、逆転を狙ったジョーダンの3Pシュートは外れ、83-81でジャズが勝利し、ブルズのソルトレイクシティ行きが決定した。
ジャズはマローンの活躍のほか、ストックトンが次々とパスを供給して12アシストを記録した。ブルズはクーコッチが第1Qで独擅場の活躍を見せ30得点を記録、ジョーダンは28得点、ピッペンは11リバウンド11アシストを記録したが、マローンの気迫の前に屈した。

#### 第6戦
地元での優勝を逃したブルズに悲運が襲った。ここまでファイナルMVP級の活躍でブルズを牽引してきたピッペンが、持病の腰痛を悪化させてしまったのである。ピッペンは鎮痛剤を打って第6戦に臨んだが、最初の7分間をプレイして以後はロッカールームに下がってしまい、前半終了までに戻ることができなかった。
ジャズにとってピッペン不在は絶好のチャンスであり、その弱みに付け込みたいところだったが、ブルズにはピッペンが居なくてもジョーダンが居た。ジョーダンは前半だけで23得点をあげる活躍で戦線を支え、前半を49-45の4点ビハインドで終えた。しかし前半の無理が祟り、ジョーダンは第3Qに入って失速。コートに復帰したピッペンも本来の調子を戻せず、精彩を欠いたが、この間はこの日ブルズでジョーダン以外に唯一二桁得点を記録したクーコッチが支えた。一方のジャズもブルズのオフェンスが空回りする間でも突き放す機会を見出せず、試合の行方は最後まで混沌とした。なお、この間にマローンとロッドマンの間でのお互いが絡み合って転倒し、その後立ち上がろうとしては転倒してしまうという珍場面が見られた。
ジリジリとした攻防が続くまま試合は83-83で並んだまま残り1分を切った。そして残り41.9秒にストックトンの放った3Pシュートが決まり、土壇場でジャズが貴重な3点のリードを奪う。この瞬間デルタ・センターの熱気は最高潮に達し、ジャズには逆転優勝の望みが生まれ、そしてブルズには過去に経験がないファイナル第7戦突入の可能性が出てきた。
そして残り40秒。この時間はこのシーズン限りをもって引退を示唆しているジョーダンの最後の40秒間となり、そしてNBA史上最高の選手の一人と謳われるジョーダンが、その支配力をソルトレイクシティの市民とテレビを通して世界中にまざまざと見せ付けた40秒間となった。
ジョーダンはまずブライオン・ラッセルとの1on1を制し、一気にゴール下まで切り込んで、アントワン・カーの上からレイアップを沈めた。86-85で残り37秒。ブルズにはジャズのオフェンスを止め、さらに得点しなければならなかった。ジャズの司令塔、ストックトンは当然のようにマローンにボールを入れた。マローンがロッドマンへのポストアップを開始しようとしたが、すぐさま背後から忍び寄ったジョーダンがマローンの手からボールをはたき落とした。ジョーダンはルーズボールを確保し、そしてフロントコートへと駆け上がった。舞台は整った。
ジョーダンをマークするのはラッセル。ペネトレイトを開始するジョーダンにラッセルはぴったりと付いてくるが、ジョーダンはクロスオーバーを挟んでラッセルを振り切ると、17フィートの位置からシュートを放った。振り切られたラッセルは勢い余ってコート上に転倒してしまい、すぐに立ち上がってブロックに行こうとするも、すでにボールはジョーダンの手から離れていた。ジョーダンのシュートは綺麗な放物線を描いてバスケットに収まり、残り5.2秒、ブルズは87-86の逆転を果たした。ジョーダンの"ラストショット"と呼ばれる有名なシュートであり、ジョーダンの"ザ・ショット伝説"完結の瞬間だった。
まだ5秒あるジャズは逆転を狙ってストックトンが3Pシュートを狙うもボールは無情にもリムに弾かれ、マローンらがリバウンドを争う間に試合終了のブザーが鳴り響いた。ブルズが6度目、NBA史上初となる2度目のスリーピートを達成した。
ブルズは決勝点を決めたジョーダンが45得点を記録。フィル・ジャクソンHCは前年のファイナル第5戦で、ジョーダンが食中毒に苦しみながらも38得点を記録したことを振り返り、「あの試合を上回る活躍をするのは無理だろうと思っていた。しかし今夜、彼はあれを上回った」とジョーダンの活躍を讃えた。シリーズ平均33.3得点を記録したジョーダンはファイナルMVPに選ばれ、これで3度目となる得点王、オールスターMVP、シーズンMVP、ファイナルMVPの四冠達成となった。ジャズはマローンが31得点11リバウンド7アシストと意地を見せたが、2年連続でブルズの軍門に降る結果となった。なおこのシリーズでも激しくやりあったマローンとロッドマンの抗争はついにNBAを飛び出し、この夏にはついにWCW（プロレス）でのスペシャルマッチが実現する。

#### 結果
|                                                                       | 日付    | ロード | スコア | ホーム | スコア | 勝敗 (UTAH-CHI) | 会場                                 | Box Score | TV  |
| --------------------------------------------------------------------- | ------- | ------ | ------ | ------ | ------ | --------------- | ------------------------------------ | --------- | --- |
| 第1戦                                                                 | 6月3日  | ブルズ | 85     | ジャズ | 88     | 1-0             | デルタ・センター, ソルトレイクシティ | 1         | NBC |
| 第2戦                                                                 | 6月5日  | ブルズ | 93     | ジャズ | 88     | 1-1             | デルタ・センター, ソルトレイクシティ | 2         | NBC |
| 第3戦                                                                 | 6月7日  | ジャズ | 54     | ブルズ | 96     | 1-2             | ユナイテッド・センター, シカゴ       | 3         | NBC |
| 第4戦                                                                 | 6月10日 | ジャズ | 82     | ブルズ | 86     | 1-3             | ユナイテッド・センター, シカゴ       | 4         | NBC |
| 第5戦                                                                 | 6月12日 | ジャズ | 83     | ブルズ | 81     | 2-3             | ユナイテッド・センター, シカゴ       | 5         | NBC |
| 第6戦                                                                 | 6月14日 | ブルズ | 87     | ジャズ | 86     | 2-4             | デルタ・センター, ソルトレイクシティ | 6         | NBC |
| シカゴ・ブルズ 4 - 2 ユタ・ジャズ ファイナルMVP：マイケル・ジョーダン |         |        |        |        |        |                 |                                      |           |     |

ユタ・ジャズ コーチ：ジェリー・スローン 

32 カール・マローン |
14 ジェフ・ホーナセック |
12 ジョン・ストックトン |
3 ブライオン・ラッセル |
40 シャンドン・アンダーソン |
31 アダム・キーフ |
10 ハワード・アイズリー |
55 アントワン・カー |
44 グレッグ・フォスター |
00 グレッグ・オスタータグ |
34 クリス・モリス |
11 ジャック・ヴォーン |
25 トロイ・ハドソン |
45 ウィリアム・カニンガム |

### ジョーダンの引退
マイケル・ジョーダンは正にハリウッド映画の主人公のような道を歩んだ。NCAAトーナメントでの彗星のような登場、華々しいNBAデビュー、"バッドボーイズ"の壁、マジック・ジョンソンを破っての初優勝、同世代ライバルとの対決を制してのスリーピート、激しいバッシングと1度目の引退、そして復帰、2度目のスリーピート。そして最後のプレイを、チームを逆転勝利と優勝に導くシュートで締めくくるという、完璧な内容だった。ジョーダンの引退は誰もが惜しんだが、しかしこのタイミングがベストであることも明らかだった。
シーズン前からジョーダンは明言しなかったものの、フィル・ジャクソンやスコッティ・ピッペンが残留しなければ引退することを示唆していた。そしてオフに入り、ブルズはジャクソンの後任としてティム・フロイドを呼び寄せ、またピッペンはヒューストン・ロケッツにトレードされることで、念願の巨額契約を勝ち取った。またジョーダンやピッペンとともにブルズの後期スリーピートを支えたデニス・ロッドマンもフリーエージェントとなり、ブルズと再契約はしなかった。後にロッドマンはロサンゼルス・レイカーズへ移籍しリバウンダ―として活躍する。また、ブルズの主要メンバーの、スティーブ・カー、ルーク・ロングリーらも移籍、トレードされる。ジョーダンが引退を決意する前からブルズ王朝の解体は粛々と進み、周囲の状況からしてジョーダンの引退は不可避となった。
ジョーダンの決断はロックアウトによる開幕の延期という予想外の事態で先送りとなった。ジョーダンはこの期間を休暇として利用し、バハマで家族とともに過ごしながら静かに決断を行った。そしてようやく新シーズンが開幕して3日後の1月9日、バハマから戻ったジョーダンはチームメイトらに引退を告げ、そして1月13日、ユナイテッド・センターでジョーダンの引退が発表された。
ここに90年代のNBAを支配し、ブルズに6度の優勝、2度のスリーピートをもたらし、自身は得点王10回、MVP5回、ファイナルMVP6回という、他に類を見ない成功を収めたジョーダンの時代が終わった。ジョーダンの引退、そしてブルズの解体はリーグ、特にイースタン・カンファレンスの勢力図を大きく塗り替えることになり、遅れていた新世代の台頭もいよいよ本格化し始める。ブルズと2年連続で頂点を争ったユタ・ジャズも、カール・マローンとジョン・ストックトンの名コンビは健在ながらも新興勢力に飲まれるようになり、ファイナル進出はこのシーズンが最後となっている。そして主力選手の中ではトニー・クーコッチだけが残ったブルズは、これまでの栄華が嘘のように頂点から急落し、翌シーズンからは酷い低迷期に入ってしまう。またジョーダンの支配はすなわち同時期に活躍したスター選手の優勝という最大の目標を打ち砕いてきたことであり、中にはキャリア末期に移籍を繰り返してチャンピオンリングを獲得した選手も居るが、その多くは夢を叶えられぬまま引退を迎えている。当の本人は引退する際に2度目の復帰は「99.9%ない」とコメントしていたにもかかわらず、2001年には当時バスケットボール部門社長を務めていたワシントン・ウィザーズで2度目の復帰を遂げている。さすがに往年の活躍はできないまま2003年には3度目の引退をしており、「ジョーダンの引退」と言えばこの2度目の引退を指すことが多い。
またジョーダンの活躍などで一つの頂点を迎えたNBA人気も、ジョーダンの引退と共に停滞期を迎えることになり、ジョーダンの引退と同時に発生したロックアウトは、その後のリーグ経営に大きな影響を及ぼした。

## ラストシーズン
- トム・チェンバース　（1981-98）　シアトル・スーパーソニックスやフェニックス・サンズで活躍したパワーフォワード。引退後はサンズのスタッフとして働いている。
- バック・ウィリアムス　（1981-98）　ニュージャージー・ネッツとポートランド・トレイルブレイザーズで活躍したパワーフォワード。
- リッキー・ピアース　（1982-98）　80年代屈指の強豪ミルウォーキー・バックスで活躍したシューティングガード。引退後、シュートフォームを矯正する特製ボールを考案。
- クライド・ドレクスラー　（1983-98）　80年代から90年代のNBAを代表するスター選手。トレイルブレイザーズでは2度ファイナルに進出するも優勝することはできなかったが、ヒューストン・ロケッツで念願の優勝を果たした。
- マイケル・ジョーダン　（1984-93, 1995-98）　数々の伝説と共に2度目の引退。その後シカゴ・ブルズとは袂を分かち、ワシントン・ウィザーズやシャーロット・ボブキャッツの重役に就いている。
- ゼイビア・マクダニエル　（1985-98）　オールラウンドな才能を持ったスモールフォワードとして活躍。多数のテレビ番組出演経験を持つ。
- スパッド・ウェブ　（1985-98）　歴代最小のスラムダンク王。
- ネイト・マクミラン　（1986-98）　90年代の強豪スーパーソニックス一筋で12年間プレイしたポイントガード。引退後はコーチ職に転向。
- マーク・プライス　（1986-98）　優れたシュート力とパスセンスを兼ね備えたポイントガードとして、強豪時代のクリーブランド・キャバリアーズを支えた。引退後はコーチ職に転向。